# Turino Vanni

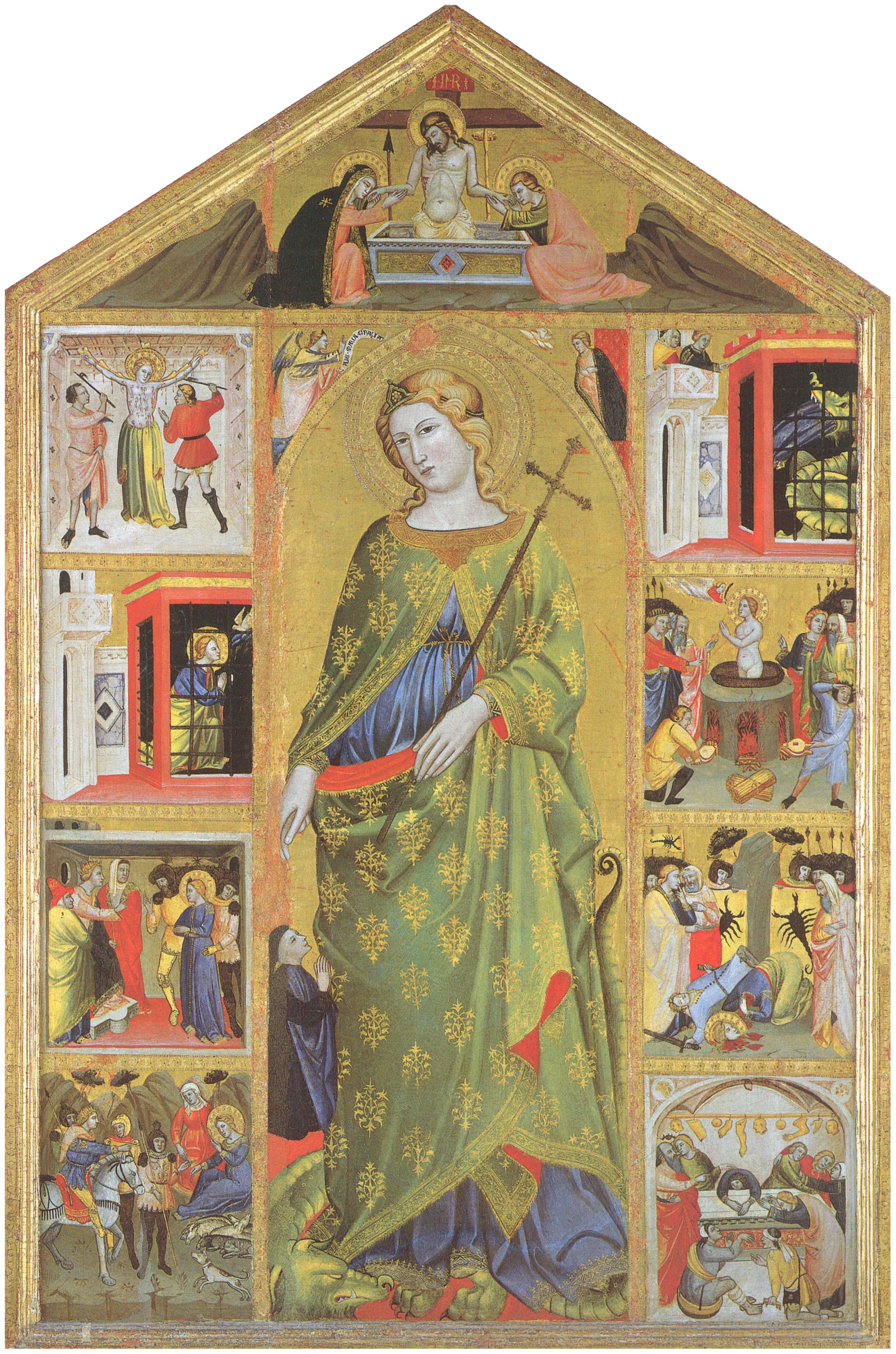
Turino Vanni - Santa Margherita e scene di vita dei Santi (Roma, Pinacoteca Vaticana)

Turino Vanni, in latino Torinus Vannis De Reguli (Rigoli, 1348 circa – Pisa, post 1438), è stato un pittore italiano.

## Biografia
Figlio di un vasaio di Rigoli (San Giuliano Terme), il suo stile fu influenzato dalla scuola senese e questo si vede soprattutto nelle sue opere più recenti come la Vergine col bambino e santi o Arcangeli e angeli musicanti (c. 1380; Palermo, Museo della Regione Siciliana). Turino Vanni fu considerato imitatore del pittore Taddeo di Bartolo.
Il Battesimo di Cristo (c. 1390, Pisa, Museo nazionale di San Matteo) è strettamente riconducibile al pannello di Niccolò di Pietro Gerini (London, National Gallery). 
Nel 1397 Turino produsse la Madonna col Bambino tra i santi Ranieri, Torpè e due sante (Pisa, chiesa di San Paolo a Ripa d'Arno) e anche il polittico  Santa Margherita e scene di vita dei santi (Roma, Pinacoteca Vaticana). 
In tale opera e nei pannelli della Madonna col Bambino e angeli (Parigi, Louvre) e della "Annunciazione dell'arcangelo Gabriele alla Vergine (entrambi c. 1395; Museo nazionale di San Matteo) lo stile di Turino Vanni è più evidente. Le figure sono più larghe e richiamano la più recente pittura fiorentina. 
Tra il 1405 e il 1419 Turino fu probabilmente a Genova. 
Fu documentato nel 1415 e produsse un Trittico della Vergine e il Bambino con santi (Genova, San Bartolommeo degli Armeni).
Nel 1416 Turino eseguì dei dipinti per il Palazzo Pubblico di Savona, e nel 1419 restaurò affreschi nel Camposanto Monumentale di Pisa. Egli era sempre attivo nel 1438.

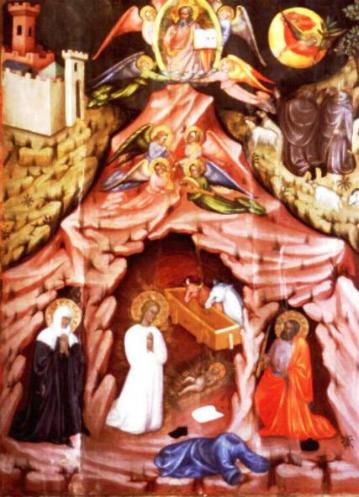
Turino Vanni, Visione della natività di Santa Brigida (Pisa, Museo di San Matteo)